# Basses del Ruf
De Basses del Ruf zijn een klein bergmeer bij Arinsal in de Andorrese parochie La Massana. Het meer ligt ten noordwesten van het dorpscentrum op een vlak punt op de flank van de Pic de Comapedrosa, de hoogste berg van het land, op een hoogte van 2441 meter. Circa 800 meter zuidelijker ligt de berghut Refugi de Comapedrosa.
Basses de l'Estany Negre · Basses del Ruf · Estany de les Truites · Estany del Port Dret · Estany Negre · Estanys de Montmantell · Estanys Forcats